# 房书亭
房书亭（1947年10月—），河南南阳人，中華人民共和國官員，中國共產黨党员，曾任中国中药协会会长、国家中医药管理局副局长。

## 生平
1974年1月毕业于北京中医学院中药系，之後留校任教。后任北京中医学院党委宣传部干部、教务处副处长等职。1985年2月起，任中華人民共和國卫生部纪检组副处级纪检员、检查审理 处处长。1989年2月，任国家中医药管理局质量司副司长。1990年6月起，擔任中国中医研究院党委副书记、党委书记。2000年11月起，任国家中医药管理局副局长、党组成员、中国中药协会会长。
2012年，房书亭表示无管引流状态下取出熊的膽汁對活熊來說沒問題，而且黑熊“看起来很快乐”。